# Compilador SDCC
El compilador SDCC (por sus siglas en inglés Small Device C Compiler (SDCC)) es  un compilador retargeteable de Software libre para lenguaje C enfocado en microcontroladores de 8 bits. Se distribuye bajo la Licencia Pública General GNU. El paquete también contiene un ensamblador, linker, simulador y debugger. En marzo de 2007, SDCC se volvió el único compilador de lenguaje C de código abierto para microcontroladores Intel 8051 y compatibles. En el año 2011 el compilador tuvo una tasa diaria promedio de descargas superior a 200.

## Sistemas operativos soportados
Los archivos binarios, documentación y recursos se encuentran disponibles para sistemas  Linux (32-bit y 64-bit), macOS (PPC y 64-bit) así como Windows (32-bit y 64-bit).

## Targets soportados
Targets con soporte:
- Intel 8031, 8032, 8051, 8052; Maxim/Dallas DS80C390; C8051.
- Motorola/Freescale/NXP 68HC08 y 68HCS08.
- Padauk PDK14 y PDK15.[4]
- STMicroelectronics STM8.
- Zilog Z80, Z180, eZ80 bajo el set de comandos del microcontrolador Z80; Rabbit Semiconductor 2000, 2000A, 3000, 3000A, 4000; Sharp LR35902 (Procesador usado por el Game Boy); Toshiba TLCS-90; Z80N (ZX Spectrum Next processor).

Targets cuyo soporte se encuentra en desarrollo:
- Microchip PIC16 y PIC18.[5]
- Padauk PDK13.

Targets obsoletos:
- Los microcontroladores AVR solían ser un target soportado, pero fue hecho obsoleto por la llegada del avr-gcc en el año 2010 (SDCC 3.0.0).